# Praia da Adraga
Vista geral da Praia da Adraga
A Praia da Adraga é uma praia situada no concelho de Sintra, perto de Colares e de Almoçageme, em Portugal, encontrando-se inserida no Parque Natural de Sintra-Cascais.
O acesso à praia é feito a partir de Almoçageme, através de uma estrada sinuosa, que vai descendo até revelar o areal e o mar, que se escondem por entre falésias e rochas erguendo-se no azul límpido da água salgada.
Espalhadas pelo areal, existem diversas rochas escuras, que lhe conferem uma personalidade própria, combinando a paisagem de montanha, com a paisagem de praia.
Dispõe de um parque de estacionamento, que se pode revelar insuficiente durante o Verão, dado o elevado número de turistas que lá acorre. No mesmo local, existem também um restaurante e sanitários públicos.
Em 2003, a Praia da Adraga foi considerada, pelo jornal britânico The Sunday Times, uma das 20 melhores praias europeias, na opinião dos seus jornalistas e leitores.
É usual o nudismo, na zona norte da praia.

## Geologia
As arribas desta praia são constituídas principalmente por camadas de calcário do Jurássico Superior, com cerca de 150 milhões de anos, embora no extremo norte sejam visíveis os primeiros níveis do Cretácico. Todas estas camadas de rochas sedimentares foram rodadas pela ascensão do maciço eruptivo da serra de Sintra, há cerca de 80 milhões de anos. Ao longo da arriba podem observar-se diversas falhas e filões eruptivos.
No extremo sul da praia, e acessível apenas durante a maré baixa, encontra-se a entrada principal de uma profunda gruta cavada pela acção erosiva do mar sobre uma falha que corta as formações calcárias da falésia. Os numerosos rochedos isolados pelo mar, comprovam igualmente uma rápida erosão da costa.
Ao longo do caminho pedestre que acompanha o topo das arribas a sul da praia podem igualmente visitar-se o Fojo da Adraga, resultante do desmonte das rochas vulcânicas intruídas na massa calcária, e a Pedra de Alvidrar, correspondente a uma camada de calcário cristalino do Jurássico que ficou quase na vertical, empurrada e sobreaquecida pela ascensão do maciço eruptivo de Sintra. Sob a Pedra de Alvidrar desenvolve-se um sistema de grutas abertas ao longo das camadas fortemente inclinadas.

## Galeria

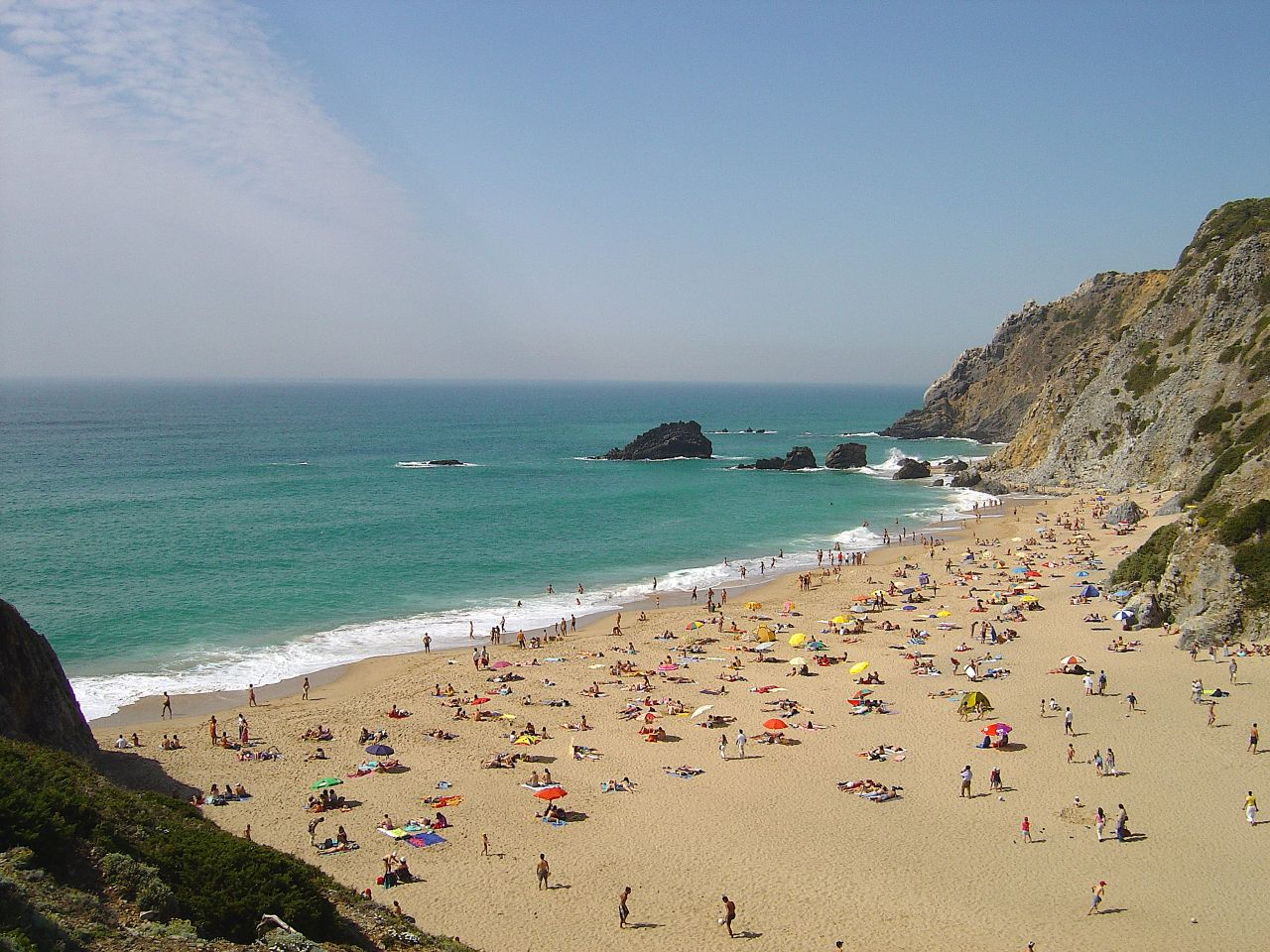
A Praia da Adraga com seus veraneantes
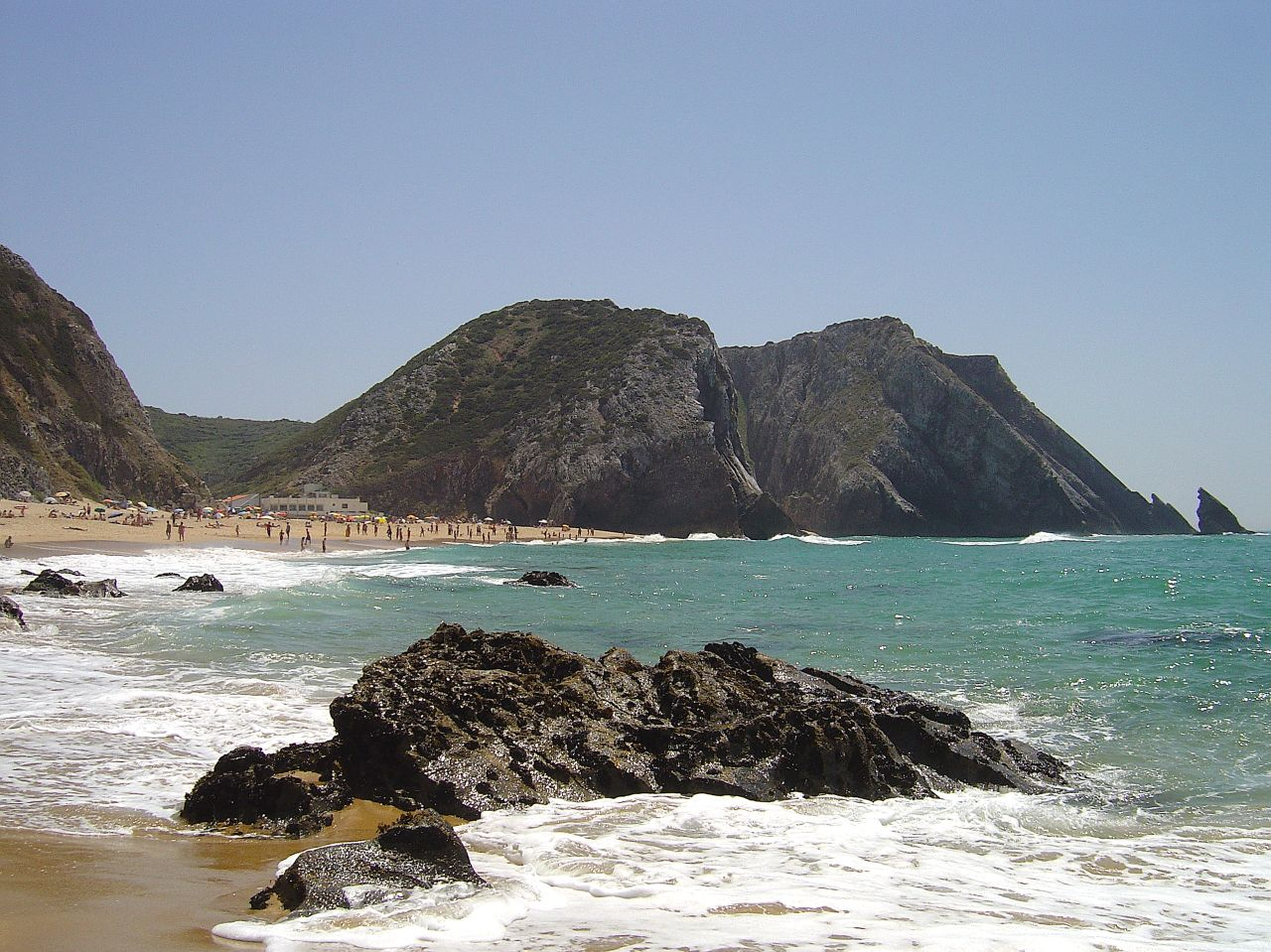
Um dia de Verão na Praia da Adraga
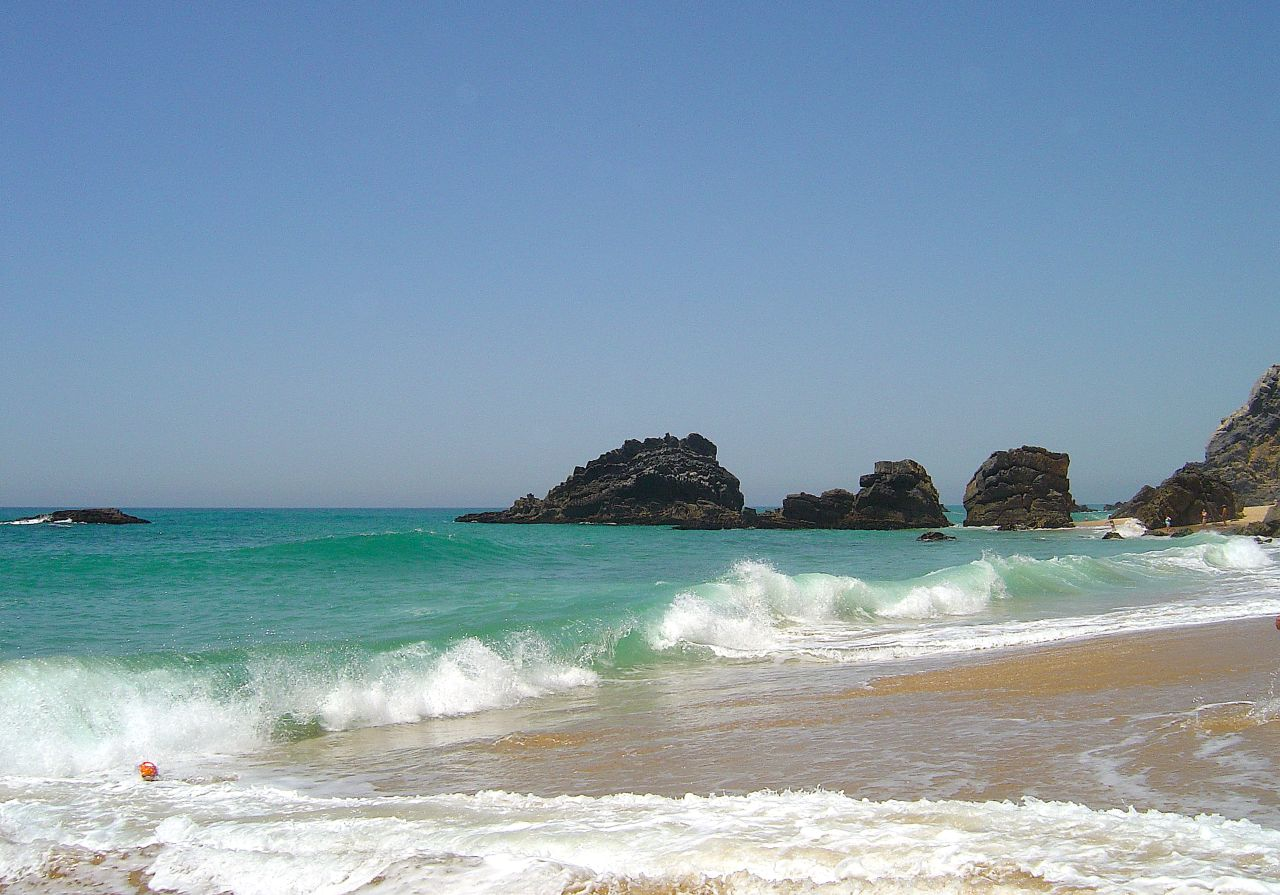
O mar azul da Praia da Adraga
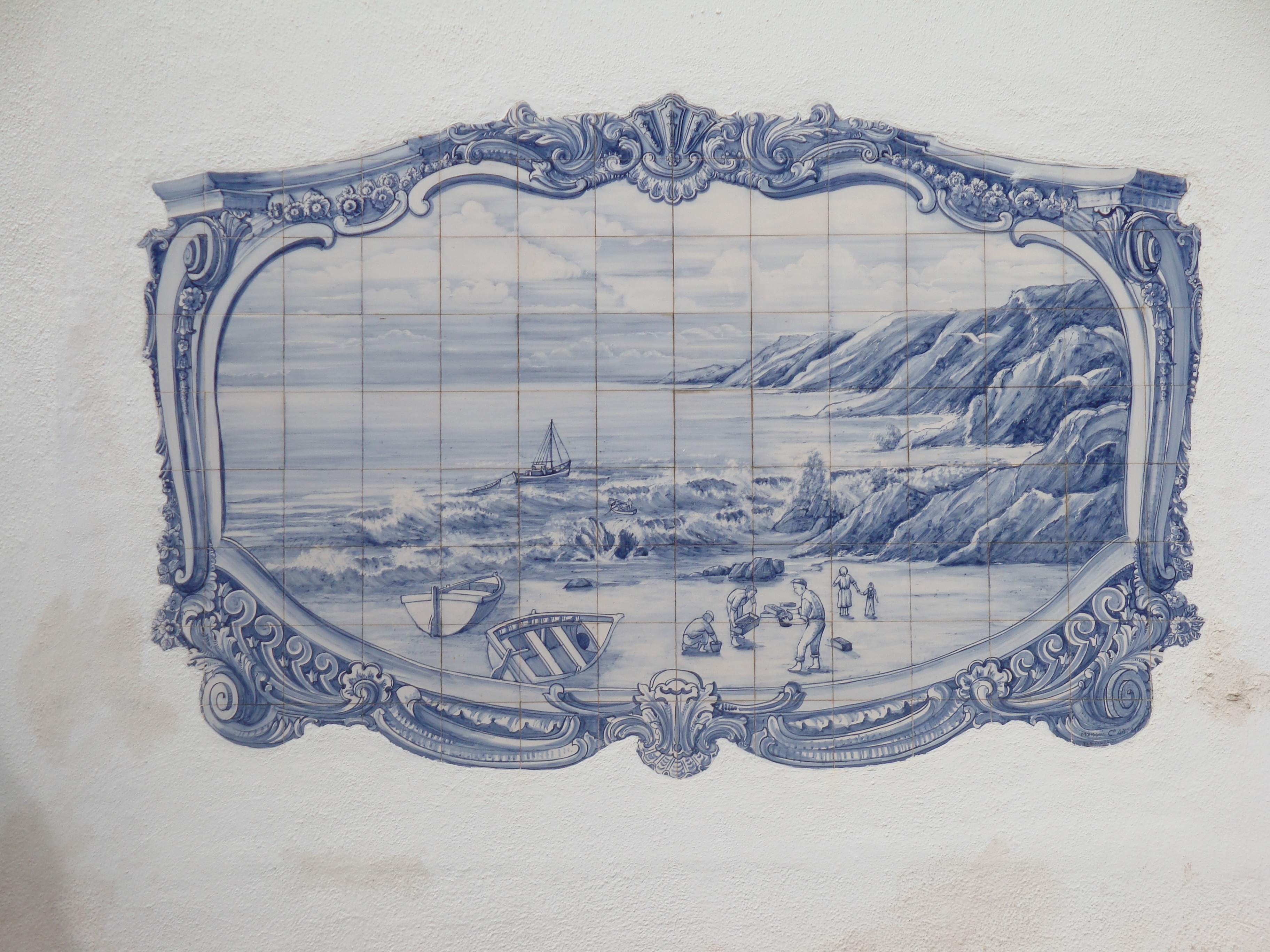
Azulejos representando a Praia da Adraga